# TDK (기업)
TDK(일본어: ティーディーケイ)는 일본의 전자부품제조 대기업이며 닛케이 225, 토픽스 라지70, JPX닛케이인덱스400의 구성종목 중 하나이다.
Tokyo Denki Kagaku(동경전기화학)의 줄임말이며, 영어로는 TDK Corporation, 일본어로는 TDK株式会社로 부르고 있다. 이전에는 TDK Electronics Corporation, 일본어로는 Tokyo Denki Kagaku Kogyo(동경전기화학공업)라고 불렸다.
무라타제작소, TDK, 교세라 일본의 전자부품산업을 지탱하고있는 업계 TOP3 대기업 중 하나이다.
애플의 배터리 공급업체 중 가장 큰 점유율을 차지하는 기업이며, 중국의 대표적 전자부품기업인 ATL의 모기업이자, 현재 이차 전지 산업에서 세계적으로 압도적인 CATL과도 관련이 큰 기업이다.

## 개요
페라이트 등의 전자부품과 더불어, 과거에는 비디오 테이프, 아날로그 오디오 테이프, 디지털 오디오 테이프, 플로피 디스크 등 각종 미디어등의 저장장치도 제조 및 판매하였지만, 현재로는 페라이트와 콘덴서를 시작으로 전자소재, 전자부품, 자기헤드, 이차 전지 등 각종 고부가가치 소재를 만들고 제조판매하는 일본의 대기업 제조사이다.
TDK 그룹에 속해 있는 TDK 람다 주식회사는 2008년에 TDK 전원사업부문과의 통합에 의해 탄생한 산업기기향 전원 전문 기업이다. 전원메이커 중 일본 니가타현 나가오카시・중국・유럽・미국・아시아의 세계 5극에 연구개발 거점을 보유하고 있으며, 개발・제조에서부터 판매・보수 등을 포함한 “Full Function 체제”를 구비한 기업은 TDK 람다 외에는 없다고 한다.
TDK 람다는 전원의 트랜스에 사용되는 페라이트, 인덕터, 콘덴서 등의 중요한 구성부품을 그룹 내의 제품으로 제조하고 있는 유일한 전원메이커이다. 따라서 이러한소재나 부품 레벨 등으로 전원제품의 개발이 가능하며, 지금까지의 회로설계기술, 열・전자계 평가・시뮬레이션 기술 등의 코어테크놀로지를 활용한 전원을 개발하고 있다. 취급제품 (TDK-Lambda Brand)의 경우, AC입력전원（AC-DC컨버터）, DC입력전원（DC-DC컨버터）, 직류안정화전원 (CVCC), 쌍방향 컨버터, 전자부하, 전원 라인용 EMC 필터 등이 있다.

## 역사
1935년 일본 아키타현 출신의 사업가 사이토 겐조와 도쿄공업대학의 연구진들이 페라이트 등의 전자부품 개발 및 상용화를 위해, 東京電気化学工業(Tokyo Denki Kagaku Kogyo)株式会社라는 이름으로 설립하였다.
1980년대 이후에는, 기록 미디어, 자기헤드, 전자부품, 리튬 이온 배터리와 같이, 주력사업 포트폴리오를 바꾸며, 해외를 포함한 M&A를 활발히 진행하며 사업규모를 성장시키고 있다.
해외매출비율이 90%를 넘으며, 해외주주비율도 40%에 달하기 때문에, 경영 글로벌화도 진행되고 있다.
일반소비자들 사이에서는 각종 기록 미디어 브랜드라는 인상이 강했지만, 2007년에 TDK는 기록 미디어 판매사업을 미국 IMAITION사에 양도했다.
2023년에 이어 2024년에도 Clarivate Analytics(클래리베이트 애널리틱스, 구 톰슨 로이터 IP&S)가 선정한 탑 100 글로벌 혁신기업에 선정되었다.

## 상세
전기기구, 그중에 레코더, 데이터 스토리지, 헤드폰, 이어폰 등을 제조한다. 또한 자석, 캐패시터, 센서 등의 부품도 폭넓게 제조하고 있다. TDK제 세라믹 필터가 소니 라디오에 쓰인 적이 있었다.
대부분의 제조품이 전자부품 관련인 B2B 업체라서 창립 초기부터 1960년대까지는 일반인들에게 인지도가 낮았다. 하지만 1970년대부터 선진 소재기술을 바탕으로 카세트테이프, 비디오테이프, 플로피디스크 등의 각종 기록 미디어를 제조판매하는 B2C사업도 전개하며 일반 대중들에게도 인지도를 높였다. 대부분의 일반인들에게 TDK 하면 테이프 회사로 인식되는 이유가 이것. 단, 국내(한국)에서는 자국 산업 보호와 높은 가격으로 인해 1980년대에는 일부 매니아들이나 TDK 테이프를 소비했으나, 1990년대 정식으로 판매사가 생겼고 합리적인 가격으로 판매하면서 국내에서도 테이프 제조사로 인지도를 높였다. 1990년대에 서울 남대문시장쪽 인근에 TDK 대형 네온사인 광고판이 설치되었었다.
현재는 테이프 등이 쓰이지 않는 관계로, B2C 사업을 전부 철수하고 B2B 사업에만 주력하고 있다. 높은 기술력으로 여러 핵심부품들을 제조하고 있기 때문에 B2B 업체로서는 세계적으로 명성이 높다. 여담으로 오늘날의 디지털 산업의 핵심 소재인 MLCC(적층세라믹콘덴서)의 전성기는 이 회사 덕에 시작되었다고 해도 무방한데, 비싼 팔라듐 전극을 니켈로 대체하는 데 최초로 성공한 게 이 회사기 때문.
1983년부터, 세계육상선수권대회의 메인 스폰서를 맡고있다.
또한, 1991~2015년까지 영국 런던 피카딜리 서커스 광고판, 그리고 비교적 최근까지는 뉴욕 타임스퀘어 광고판 붙박이었다. 런던 피카딜리 서커스나 뉴욕 타임스퀘어를 자주갔었던 사람들은 TDK 광고판을 지나가다 한번쯤은 봤을 것이다.

## 사업분야

### 기록 장치
HDD용 헤드부품 제조로는 일본 최대기업이다. 2008년 알프스전기가 동 분야에서 철수하였기에, HDD 제조사 이외에 HDD용 헤드를 제조하는 유일의 제조사가 되었다. OEM 시장에서의 점유율은 30%를 넘고 있다. 그 밖에 HDD용 서스펜션, 정밀가공부품 등을 제조 및 판매하고 있다.

### 전자부품
페라이트와 자석(페라이트 자석, 희토류 자석), 전자 실드시트 등을 제조 및 판매한다. 특히 오늘날 디지털 산업의 쌀이라 불리는 MLCC(적층세라믹콘덴서)도 글로벌시장에서 2~3위의 점유율을 가지고 있다. 고주파수 모듈 등 통신 부품도 제조판매한다.

### 배터리
TDK의 자회사인 중국의 배터리 제조사 ATL은 애플과 삼성전자, LG전자의 핸드폰에 들어가는 배터리를 지속적으로 공급하고 있다. 특히 주요 고객처는 애플이며, 애플의 배터리 업체 중 가장 높은 점유율을 가지고 있다.

### 음향기기
음향기기인 스피커, 이어폰 등을 제조 및 판매하였으며, 한때 가성비가 매우 좋은 이어폰으로 소문이 자자했다. 예로 들어 해외는 100불짜리 이어폰인 TDK IE800이 국내에서는 고작 55불이었다. 이는 인지도가 매우 낮아서 그런것 같다. 하필 젠하이져의 IE800과 이름이 같기도 하고...
또한 최근에 다시금 각광을 받고있는 LP 턴테이블도 제조 및 판매하였다. 배우 김혜수분이 지금은 단종된 TDK의 턴테이블을 애용하고 있다고 한다.

### FA기기
FA제품(반도체 제조장치, 칩마운터 등), 전파암실 등을 제조 및 판매한다.

### 전원장비
일반적으로 TDK 람다라고 부르는 사업부로 영국의 람다 파워 디비전을 인수해서 운영중인 사업부로 주로 위의 기기들에 들어가는 PSU로 많이 공급된다.

## 스포츠 후원
스포츠에도 제법 후원을 했는데, 현재 J리그 소속의 아키타현의 축구팀인 블라우블리츠 아키타가 TDK의 직원들이 만든 팀이며 2009년까지 팀을 운영했다. 이후 운영에서는 손을 땠지만, 현재도 유니폼 가슴의 메인 스폰서를 지원해주고 있다.
다만 1987년 창단된 'TDK 친화회 축구부'라는 실업 구단을 하나 더 보유하고 있고, 2010년 현 리그에서 승격하며 현재는 6부 리그인 도호쿠 사회인 사커 2부 리그에 참가하고 있다.
유럽 축구에서는 1994~2000년까지 잉글랜드 프리미어리그의 크리스탈 팰리스 FC, 1982~1991년까지 네덜란드 AFC 아약스 메인 스폰서를 각각 맡았다.
또한 산하에 TDK 경식 야구부도 운영하고 있다.